# Temporada 1971 del Campeonato Europeo de Fórmula Dos
La temporada 1971 del Campeonato Europeo de Fórmula Dos fue la quinta edición de dicho campeonato.

## Calendario
|    | Circuito           | Fecha        | Vueltas   | Distancia        | Tiempo              | Velocidad                 | Pole Position      | Vuelta rápida                                                        | Ganador                             |
| -- | ------------------ | ------------ | --------- | ---------------- | ------------------- | ------------------------- | ------------------ | -------------------------------------------------------------------- | ----------------------------------- |
| 1  | Hockenheim         | 4 April      | 20+20     | 6.789=271.56 km  | 1'27:09.8           | 186.931 km/h              | Ronnie Peterson    | Ronnie Peterson                                                      | François Cevert                     |
| 2  | Thruxton           | 12 April     | 50        | 3.791=189.55 km  | 1'02:36.2 1'02:36.8 | 181.668 km/h 181.639 km/h | Ronnie Peterson    | Ronnie Peterson                                                      | Graham Hill Ronnie Peterson         |
| 3  | Nürburgring        | 2 May        | 10        | 22.835=228.35 km | 1'20:19.2           | 170.580 km/h              | Derek Bell         | Ronnie Peterson                                                      | François Cevert                     |
| 4  | Jarama             | 16 May       | 60        | 3.404=204.24 km  | 1'29:42.9 1'29:57.7 | 136.593 km/h 136.218 km/h | Ronnie Peterson    | Tim Schenken                                                         | Emerson Fittipaldi Dieter Quester   |
| 5  | Crystal Palace     | 31 May       | 50        | 2.238=111.85 km  | 0'42:03.0 0'42:07.4 | 159.590 km/h 159.312 km/h | Ronnie Peterson    | Jean-Pierre Jaussaud Tim Schenken Ronnie Peterson Emerson Fittipaldi | Emerson Fittipaldi Tim Schenken     |
| 6  | Rouen              | 27 June      | 25        | 6.541=163.525 km | 0'55:36.3           | 176.450 km/h              | Ronnie Peterson    | François Cevert                                                      | Ronnie Peterson                     |
| 7  | Mantorp Park       | 8 August     | 36+36     | 4.092=294.624 km | 1'46:08.2           | 166.554 km/h              | Ronnie Peterson    | Ronnie Peterson                                                      | Ronnie Peterson                     |
|    | Pergusa-Enna       | 22 August    | cancelled | cancelled        |                     |                           |                    |                                                                      |                                     |
| 8  | Tulln-Langenlebarn | 12 September | 35+35     | 2.86=200.2 km    | 1'24:32.26          | 142.091 km/h              | Ronnie Peterson    | Tim Schenken                                                         | Ronnie Peterson                     |
| 9  | Albi               | 26 September | 63        | 3.636=229.068 km | 1'16:49.1 1'17:49,6 | 178.917 km/h 176.599 km/h | Carlos Reutemann   | Carlos Reutemann                                                     | Emerson Fittipaldi Carlos Reutemann |
| 10 | Vallelunga         | 10 October   | 35+35     | 3.2=224.0 km     | 1'25:57.2           | 156.364 km/h              | Emerson Fittipaldi | Emerson Fittipaldi                                                   | Ronnie Peterson                     |
| 11 | Vallelunga         | 17 October   | 65        | 3.2=208.0 km     | 1'19:49.1           | 156.355 km/h              | Emerson Fittipaldi | Mike Beuttler Dieter Quester                                         | Mike Beuttler                       |

## Clasificación de pilotos
Por cada carrera se otorgaron puntos: 9 puntos para el ganador, 6 para el segundo lugar, 4 para el tercer lugar, 3 para el cuarto lugar, 2 para el quinto lugar y 1 para el sexto lugar. No se otorgaron puntos adicionales.
| Lugar | Nombre               | Equipo                   | Equipo  | Coche | HOC | THR | NÜR | JAR | CRY | ROU | MAN | TUL | ALB | VLL1 | VLL2 | Points |
| ----- | -------------------- | ------------------------ | ------- | ----- | --- | --- | --- | --- | --- | --- | --- | --- | --- | ---- | ---- | ------ |
| 1     | Ronnie Peterson      | March Engineering        | March   | Ford  | -   | 9   | -   | -   | 6   | 9   | 9   | 9   | 3   | 9    | -    | 54     |
| 2     | Carlos Reutemann     | Automóvil Club Argentino | Brabham | Ford  | 6   | -   | 6   | 6   | 3   | 2   | 4   | -   | 9   | 4    | -    | 40     |
| 3     | Dieter Quester       | Eifelland                | March   | BMW   | -   | -   | -   | 9   | -   | 6   | -   | 4   | -   | 6    | 6    | 31     |
| 4     | Tim Schenken         | Rondel Racing            | Brabham | Ford  | 3   | 3   | -   | -   | 9   | -   | 6   | 6   | -   | -    | -    | 27     |
| 5     | François Cevert      | Équipe Tecno             | Tecno   | Ford  | 9   | 4   | 9   | -   | -   | -   | -   | -   | -   | -    | -    | 22     |
| 6     | Wilson Fittipaldi    | Team Bardahl             | Lotus   | Ford  | 4   | 2   | 2   | 2   | -   | -   | 3   | 3   | -   | -    | -    | 16     |
| 7     | Mike Beuttler        | Team Clarke-Mordaunt     | March   | Ford  | -   | -   | -   | -   | -   | -   | -   | -   | -   | 3    | 9    | 12     |
| 8     | Jean-Pierre Jarier   | Team Arnold              | March   | Ford  | -   | -   | -   | -   | -   | -   | -   | -   | 6   | -    | 4    | 10     |
| 9     | Jean-Pierre Jaussaud | Team Arnold              | March   | Ford  | -   | -   | -   | 3   | 4   | -   | -   | -   | 2   | -    | -    | 9      |
| 10    | Niki Lauda           | Bosch Racing             | March   | Ford  | -   | -   | 3   | 1   | -   | 4   | -   | -   | -   | -    | -    | 8      |
| 11    | François Migault     | Team Lotus               | Lotus   | Ford  | -   | -   | -   | -   | -   | 3   | -   | -   |     |      |      | 7      |
| 11    | François Migault     | March Engineering        | March   | Ford  |     |     |     |     |     |     |     |     | 4   | -    | -    | 7      |
|       | Gerry Birrell        | Team J. & J. Stanton     | Lotus   | Ford  | 2   | -   | -   | -   | 2   | -   | 1   | -   | -   | 2    | -    | 7      |
| 13    | Derek Bell           | Williams Racing          | March   | Ford  | -   | 6   | -   | -   | -   | -   | -   | -   | -   | -    | -    | 6      |
| 14    | Peter Westbury       | FIRST                    | Brabham | Ford  | -   | -   | 4   | -   | -   | -   | -   | -   | 1   | -    | -    | 5      |
|       | John Watson          | private entry            | Brabham | Ford  | -   | -   | -   | -   | -   | -   | 2   | 2   | -   | 1    | -    | 5      |
| 16    | John Cannon          | private entry            | March   | Ford  | -   | -   | -   | 4   | -   | -   | -   | -   | -   | -    | -    | 4      |
| 17    | Carlos Ruesch        | Automóvil Club Argentino | Brabham | Ford  | -   | -   | -   | -   | -   | -   | -   | -   | -   | -    | 3    | 3      |
| 18    | Vittorio Brambilla   | private entry            | March   | Ford  | -   | -   | -   | -   | -   | -   | -   | -   | -   | -    | 2    | 2      |
|       | Silvio Moser         | Moser Racing             | Brabham | Ford  | -   | -   | -   | -   | 1   | -   | -   | -   | -   | -    | 1    | 2      |
| 20    | Brian Hart           | Gerard Racing            | Brabham | Ford  | 1   | -   | -   | -   | -   | -   | -   | -   | -   | -    | -    | 1      |
|       | Alistair Walker      | Walker Racing            | Brabham | Ford  | -   | 1   | -   | -   | -   | -   | -   | -   | -   | -    | -    | 1      |
|       | Helmut Marko         | Écurie Bonnier           | Lola    | Ford  | -   | -   | 1   | -   | -   | -   | -   | -   | -   | -    | -    | 1      |
|       | François Mazet       | Siffert Racing           | Chevron | Ford  | -   | -   | -   | -   | -   | 1   | -   | -   | -   | -    | -    | 1      |
|       | Bob Wollek           | Rondel Racing            | Brabham | Ford  | -   | -   | -   | -   | -   | -   | -   | 1   | -   | -    | -    | 1      |